# Una Mulzac
Una Mulzac, née le 19 avril 1923 à Baltimore aux États-Unis et morte le 21 janvier 2012 à New York dans le même État,  est une libraire et militante afro-américaine, connue pour avoir fondé la Liberation Bookstore à Harlem.

## Biographie
Una Mulzac est née le 19 avril 1923 à Balimore, dans le Maryland. Elle est la fille de Hugh Mulzac,,. Elle a un frère, Hugh Jr., et deux sœurs, Joyce et Clair.  
Elle est la propriétaire d’une librairie située à l’intersection de la 131e ou 132e Rue et de Malcolm X Boulevard,,.  
Una Mulzac est employée chez Random House, l'une des plus grandes maisons d'édition des État-Unis. Après avoir quitté Random House, elle occupe plusieurs emplois de bureau, dont celui de sténographe.  
Una Mulzac dirige la Progressive Book Shop, librairie du Parti populaire progressiste, au Guyana,.  
Elle retourne aux États-Unis.  Elle ouvre la Liberation Bookstore en 1967.  
En 1968, le directeur du FBI, J. Edgar Hoover, lance une campagne de surveillance et de répression contre les librairies indépendantes détenues par des Noirs dans le cadre du programme COINTELPRO. Cette initiative vise à contrer l'influence croissante du Mouvement Black Power en ciblant les librairies considérées comme des centres de propagande et d'activisme. Parmi les librairies surveillées, celle d'Una Mulzac à New York est particulièrement ciblée. Les rapports du FBI sur ces librairies sont très intrusifs, mais souvent banals, notant des détails tels que les appels téléphoniques et les activités quotidiennes.  
En 1989, elle est toujours propriétaire de la Liberation Bookstore à Harlem.  
Elle vit plusieurs années dans un établissement médico-social de Jamaica dans le Queens. Elle meurt à l’hopital dans le Queens.  
Elle meurt le 21 janvier 2012.

## Hommages
Una Mulzac est la muse de Nancy Marie Gilliam pour sa pièce de théâtre intitulée « The Bookstore ».  